# Landschaft der Herzogtümer Bremen und Verden

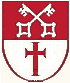
Wappen der Landschaft

Bereich der Landschaft

Zuständigkeitsbereich des Landschaftsverbandes Stade

Die Landschaft der Herzogtümer Bremen und Verden ist eine Institution im Elbe-Weser-Dreieck in Niedersachsen.

## Geschichte
Historisch geht die Landschaft auf die seit 1397 zurückgehenden Landtage von Basdahl des Erzstifts Bremen zurück. Seit dem 16. Jahrhundert war auch das Territorium Verden dort vertreten. 1865 wurde die bis heute gültige Verfassung verabschiedet. Der Klerus war nun nicht mehr als Stand vertreten.

## Heutige Aufgaben
Die Landschaft ist auf dem Feld der regionalen Kulturförderung im Bereich des ehemaligen Territoriums Bremen-Verden tätig und in diesem Zusammenhang am Landschaftsverband Stade beteiligt. Ferner ist sie über die Landschaftliche Brandkasse ein Träger der VGH Versicherungen und betreibt ein regionales Archiv. Die an der Landschaft beteiligte Ritterschaft betreibt das Ritterschaftliche Kreditinstitut Stade.

## Organisationsstruktur
Die Landschaft ist heute eine Körperschaft des öffentlichen Rechts, bestehend aus drei Kurien:
- Bremer und Verdener Ritterschaft
- Abgeordnete der Städte und Gemeinden
- Abgeordnete der bäuerlichen Grundbesitzer

Der Vorsitzende der ersten Kurie ist Präsident der Landschaft. Als Organe der Landschaft fungieren der jährlich tagende Landtag und der landschaftliche Ausschuss als ständig arbeitendes Organ.